# هنري بوتير
هنري بوتير (بالإنجليزية: Henry Potter)‏ هو محامي وقاضي أمريكي، ولد في 5 يناير 1766 في مقاطعة ميكلينبرغ في الولايات المتحدة، وتوفي في 20 ديسمبر 1857 في فاييتفيل في الولايات المتحدة.